# Hafez
Shams al-din Mohammad Hafez, (eg. Shams al-Din Mohammad Hafiz Shirazi , persiska: خواجه شمس‌الدین محمد حافظ شیرازی), född cirka 1325, död 1389 eller 1390 i Shiraz i södra Persien, var en persisk mystiker och skald. Goethe betraktade Hafez dikter som verkliga pärlor i världslitteraturen.

## Biografi
I sin ungdom studerade Hafez islamisk teologi, persisk litteratur och språk. Under en period var han lärare i korantolkning. Han levde under en orolig period i Persiens historia och beskyddades av flera olika furstar, däribland Shah Shuja. Enligt historikern Daulatshah Samarqandi träffade han Timur Lenk vid dennes erövring av Shiraz. 

## Verk
Hafez är författare till en lyriksamling, så kallad Divan, som omfattar omkring 500 korta ghaseldikter. Inget egenhändigt manuskript av Hafez finns bevarat och den äldsta version av hans diktsamling som vi har tillgång till är nedskriven av hans lärjunge Mohammed Gulandam. Det bärande temat i Hafez poesi är kärleken, vinet, skönheten och den älskade. Hans livssyn brukar kännetecknas som skeptiskt rörlig: han är på samma gång profan och andlig. Han är en mystiker och samtidigt en hyllare av den jordiska skönheten och kärleken, vinets rus och den älskades sötma. På grund av sin ambivalens kom hans poesi tidigt att användas för att önska sig något, be om vägledning eller om någon annans välfärd.

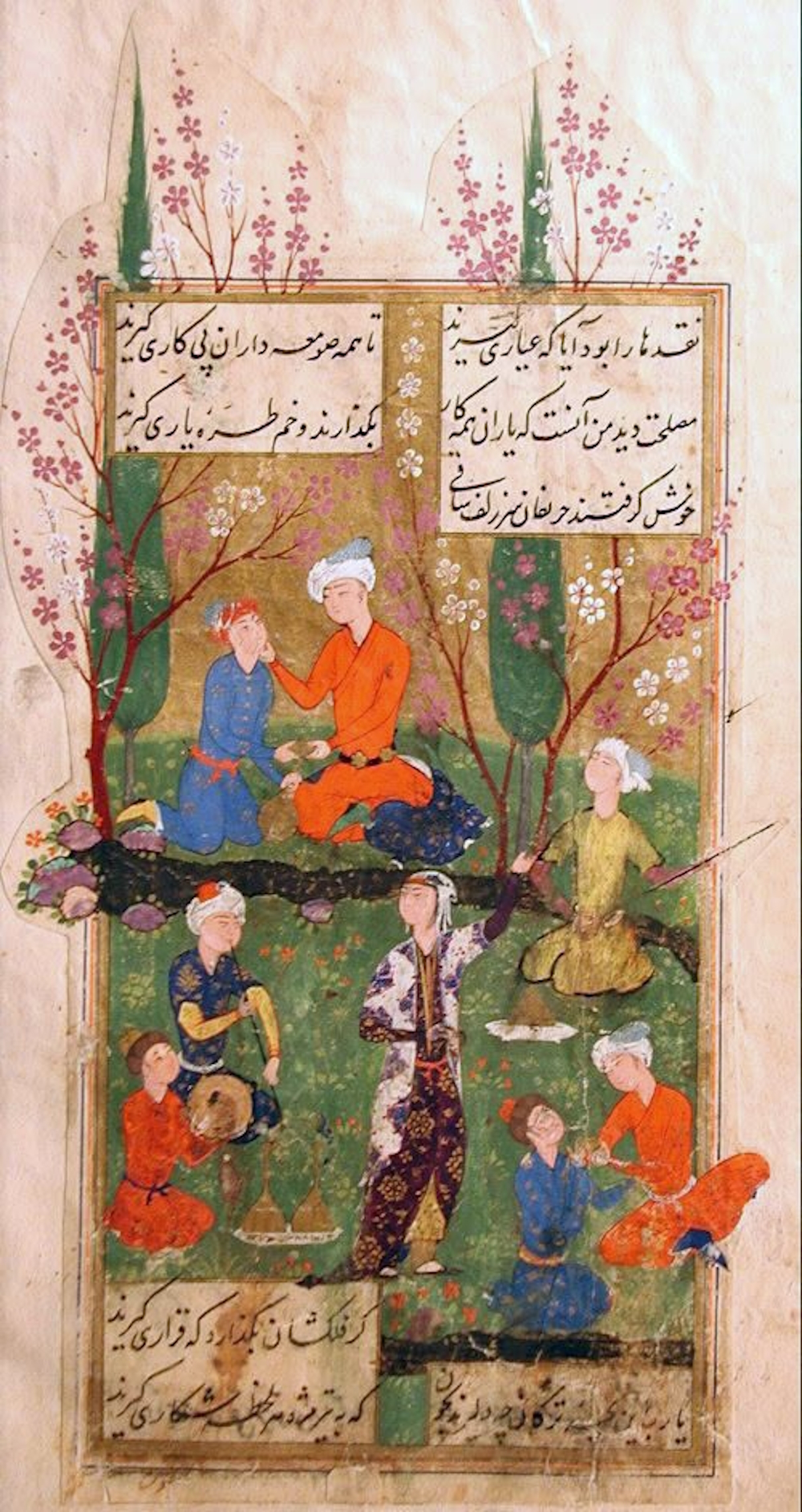
Divān-e Hāfez, Persien, 1585.

## Översättningar och inflytande
Hafez är en portalgestalt i iransk litteratur och kulturliv och har även inspirerat flera muslimska diktare långt utanför Irans gränser, från Bosnien till Bengalen. Den svenske upptäcktsresanden Sven Hedin som besökte Persien vid flera tillfällen kallade Hafez för "österlandets Bellman". Goethe jämförde Hafez med Anakreon och Horatius och betraktade hans dikter som verkliga pärlor i världslitteraturen. Den persiske poeten inspirerade Goethe att skriva Väst-östlig divan. Rabindranath Tagore vallfärdade till Hafez grav i Shiraz och såg honom som sin poetiska förebild. 
Hafez poesi finns i sin helhet översatt till flera språk som engelska, franska och tyska. Han har tolkats direkt till svenska av iranisten Ashk Dahlén och Fateme Behros, samt via tyska av Erik Blomberg och Jan Östergren. Ashk Dahléns översättning är den första från det persiska originalet till något skandinaviskt språk.

## Hafez i svensk översättning
- Hafis (tolkad efter Hans Bethge av Erik Blomberg) (Bonnier, 1921)
- Kärleksdikter (tolkade [från engelska och tyska] av Jan Östergren) (Symposion, 1991)
- Dikter (översättning [från persiska] Ashk Dahlén, med förord av Finn Thiesen) (Rosengården, 2007) (2:a uppl. 2010, reviderad pocketutgåva 2021)
- Östanvindens ande (översättning [från persiska] Fateme Behros) (Ellerström, 2007)

## Om Hafez på svenska
- Anita Goldman, Guds älskarinnor: om hängivna kvinnor i en livrädd värld, Stockholm, 2005.
- Ashk Dahlén, Hafiz ställning inom klassisk persisk poesi, Kungliga Vitterhets Historie och Antikvitets Akademiens Årsbok, Stockholm, 2009.